# Alesandra Ferrari
Alesandra Ferrari (født 6. januar 1987) er en håndboldspiller fra Uruguay. Hun spiller på Uruguays håndboldlandshold, og deltog under VM 2005 i Rusland og VM 2011 i Brasilien.